# قبل أن أدمر نفسي (فلم)
«قبل أن أدمّر نفسي» هو فيلم أمريكي من تأليف وإخراج مغني الراب 50 سنت . صدر في أواخر عام 2009 تزامنًا مع ألبومه الرابع الذي يحمل نفس عنوان الفيلم.

## روابط خارجية
- قبل أن أدمر نفسي على موقع IMDb (الإنجليزية)
- قبل أن أدمر نفسي على موقع روتن توميتوز (الإنجليزية)
- قبل أن أدمر نفسي على موقع نتفليكس (الإنجليزية)
- قبل أن أدمر نفسي على موقع فيلمافينيتي (الإسبانية)
- قبل أن أدمر نفسي على موقع قاعدة بيانات الفيلم (الإنجليزية)
- قبل أن أدمر نفسي على موقع ليتربوكسد (الإنجليزية)
- قبل أن أدمر نفسي على موقع كينوبويسك (الروسية)
- قبل أن أدمر نفسي  في قاعدة بيانات الأفلام على الإنترنت (بالإنجليزية)
- مقطورة على Rap2K.fr